# Acide palmitoléique
L'acide palmitoléique, ou acide cis-9-hexadécénoïque, est un acide gras monoinsaturé qui est un constituant courant des glycérides des tissus adipeux humains. Présent dans tous les tissus, il est généralement rencontré à des concentrations plus élevées dans le foie.
L'huile de noix de macadamia (Macadamia integrifolia), l'huile de gevuina et l'huile d'argousier (Hippophae rhamnoides) sont des sources végétales d'acide palmitoléique, qui en contiennent respectivement 17, 18-30, et 20-30 %. L'huile de vison, d'origine animale car issue de l'élevage des visons, en contient 17 %.

## Synonymes
L'acide palmitoléique est aussi désigné par les synonymes suivants : acide (Z)-9-hexadécénoïque, acide 9-cis-hexadécénoïque, acide cis-9-hexadécénoïque et acide cis-palmitoléique.